# Chuôn Ngọ
Làng Chuôn Ngọ thuộc xã Chuyên Mỹ, huyện Phú Xuyên, thành phố Hà Nội là một trong những làng nghề nổi tiếng về nghề khảm xà cừ.
Tại đây hiện vẫn còn đền thờ cụ tổ làng nghề là Trương Công Thành (sử sách còn ghi Cụ Trương từng làm Phó tướng cho Lý Thường Kiệt, sau khi dẹp giặc xong cụ từ quan đi ngao du sơn thủy và khi đi du ngoạn đó cụ phát hiện những mảnh vỏ trai, ốc, xò trôi dạt vào bờ với màu sắc tự nhiên nên đã nảy sinh ra ý tưởng ghép những vật liệu đó tạo ra các hoạ tiết hoa văn sinh động và dần dần phát triển thành nghề khảm ngày nay). Để ghi nhận công lao đánh giặc giữ nước, rất nhiều triều đại Phong kiến Việt Nam vẫn thường có sắc phong đối với Cụ Trương Công Thành (Những sắc phong hiện vẫn lưu giữ ở Thôn Ngọ, một số tìm thấy ở Viện Hán Nôm, bảo tàng...), đối với người dân làng Ngọ để tưởng nhớ công lao của cụ nhân dân lập đền thờ và hàng năm thường tổ chức lễ vào ngày 9/8 (âm lịch) và dịp đầu xuân mới (Mồng 9 tháng Giêng, đây là dịp nhân dân trong làng về đông đủ nhất vì đại đa số dân trong làng đều đi làm xa, chỉ có dịp tết mới về.
Hiện nay, người dân Chuôn Ngọ đã xây dựng xong ngôi đình thờ cụ Trương mới (2002) (dựa trên nền tảng của ngôi đình cũ đã bị chiến tranh tàn phá). Nơi đây được trang trí những bức hoành phi, câu đối do các bàn tay tinh xảo nhất của làng khảm thể hiện. Nổi bật nhất là bức Đại tự có ghi 4 chữ "Công cái hoàn vũ" (Tạm dịch: Công đầu là gìn giữ bờ cõi), toàn bằng xà cừ (ốc đỏ), có thể nói đây là bức đại tự khảm lớn nhất Việt Nam hiện nay. Tất cả tác phẩm trưng bày ở đình này đều do dân làng và khách thập phương cung tiến thể hiện lòng Thành kính với nghệ tổ (Cụ trương).